# Iglesia de Nuestra Señora del Carmen (Boconó)

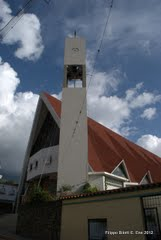
Iglesia nuestra señora del carmen ubicada en la ciudad de Bocono Venezuela.

La Iglesia de Nuestra Señora del Carmen está ubicada en el municipio Boconó del estado Trujillo, construida en 1894, es la iglesia más moderna con la que cuenta el municipio es también la iglesia más importante de Boconó ha contado con la visita de tres nuncios apostólicos de Venezuela Monseñor Giacinto Berloco, Monseñor Pietro Parolin actual Secretario de Estado de la Santa Sede y Monseñor Aldo Giordano y también con mensajes televisivos de los Pontífices San Juan Pablo II y de Benedicto XVI bendiciendo la iglesia. 
El 6 de agosto de 2016 se realizó en este templo la Ordenación Episcopal del Excelentísimo Monseñor Carlos Alfredo Cabezas Mendoza como segundo Obispo de Punto Fijo con la presencia de 34 obispos del episcopado venezolano y más de 300 Sacerdotes entre los que se encontraban venezolanos, italianos y estadounidenses, y la presencia de autoridades nacionales, convirtiéndose así en la primera iglesia en la ciudad de Boconó y la segunda del Estado Trujillo en albergar un evento de tal magnitud, es por ello que este templo se considera el más importante de la zona pastoral de San Alejo de Boconó
Otro dato interesante es que el Altar Mayor, una talla en madera de la Virgen del Carmen y 4000 mil bolívares fueron donados por el entonces presidente de la República, general Juan Vicente Gómez. Con los años la construcción producto de la humedad acumulada se fue deteriorando, por lo que se constituye una junta que recomendó su demolición y la edificación de un nuevo templo.

## Un nuevo templo

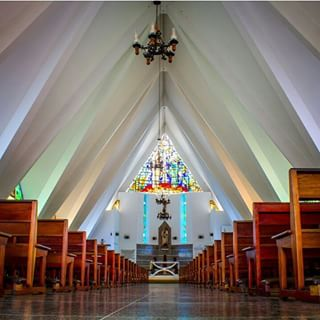
Interior de la Iglesia.

El 20 de julio de 1962 se colocó la primera piedra de la nueva iglesia; la gobernación ejecutó los trabajos. En un tiempo corto la iglesia fue concluida y es la que hoy está al servicio de los fieles de esta parroquia y comunidad en general. En el año 2000 por iniciativa del párroco Pbro. Francisco Linares y con el apoyo de la feligresía el templo es dotado de un moderno reloj; luego bajo la responsabilidad del padre Endeer Zapata fue construido un nuevo altar, y se realizaron trabajos para acondicionar el área de la exposición del Santísimo.
Es la iglesia que cuenta con más sociedades en todo el municipio destacando entre ellas la sociedad de la Virgen de Coromoto, Virgen de Fátima, San José, entre otras... Su fiesta más importante se celebra el día 16 de julio día de Nuestra Señora del Carmen. Estas fiestas comienzan un mes antes con la romería de la virgen por los diferentes sectores de la parroquia donde las personas se reúnen para organizar misas, juegos y otras actividades.
Las vísperas en honor a Nuestra Señora del Carmen comienzan el día 14 de julio con una tarde infantil noches Boconesas luego el día 15 de julio con un rosario iluminado fuegos pirotécnicos y una serenata, y el día central es el 16 de julio donde se realizan tres misas importantes a las 8 de la mañana la misa de la hermandad de la Virgen del Carmen luego la procesión con los estandartes a las 10 la misa central siempre presidida por el obispo de la diósecis y luego la procesión con la imagen de la Virgen y a las 5 de la tarde la última misa de la jornada.
Además cuenta con una emisora llamada ANGELES DE DIOS 95.3 FM esta iglesia está a cargo del párroco: Luis Felipe Torres y de su vicario cooperador:  Alfredo Avila

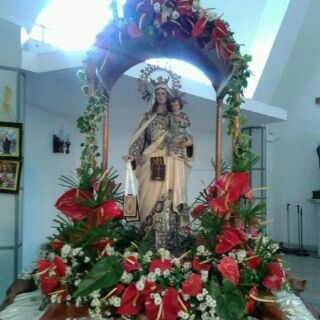
Nuestra Señora del Carmen.

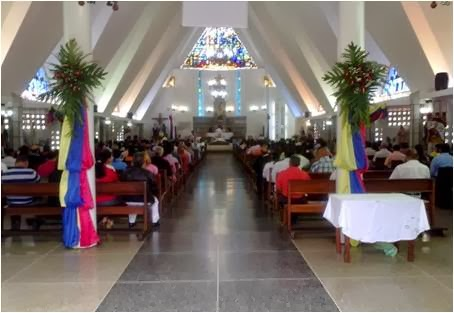
Interior de la Santa Iglesia.

 galería fotográfica
- Datos: Q5909678
- Multimedia: Iglesia de Nuestra Señora del Carmen (Boconó) / Q5909678